# ウルフヘッドの冒険
ウルフヘッドの冒険（ウルフヘッドのぼうけん）は、1989年に東京創元社から刊行されたゲームブック。作者は林友彦。

## 概要
東京創元社のゲームブックレーベル「スーパーアドベンチャーゲーム」に属する。以前に著者の林友彦が手がけた『ネバーランドのリンゴ』の流れを汲み、当初は1000項目の単巻になる予定だったが、文章量が多かったために2分冊となったと前編『ウルフヘッドの誕生』のあとがきで述べられている。そうした経緯から後編『ウルフヘッドの逆襲』は項目番号501から始まっている。一応後編だけでも遊ぶことはできるが、前編から通して読むことが強く推奨されている。
『ネバーランドのリンゴ』からは、主人公の持つ3つの命・キーNo.によるイベント管理・ふんだんなパズルや謎解き、といった多くの要素を継承している。しかし『ネバーランド』では前面に出していたコンピュータゲームとの関連性は、本作ではほのめかされていない。
『ウルフヘッドの冒険』独自の要素として、フェロウ・トラベラーの存在があげられる。本作では主人公のほかに最大8人まで仲間を加えることができる。全員を仲間に加える必要はないが、人数が多いほうが戦闘で有利になり、発生するイベントも多くなる。なお、フェロウ・トラベラーは1名をのぞいて前編でしか仲間に加えられないが、そのうち何名かは後編から始めた場合でも既に加わっている。

## システム
能力
プレイヤーキャラクター (PC) の能力は、体力・ヒットポイント・スピード・パワーの数値で表現される。一般的なゲームではヒットポイントは体力や生命力と同一視されるが、本作では文字通り攻撃がヒット（命中）するか否かの分岐点を示す。このほかに主人公のみの特徴としてファシネーション（魅力）が設定されている。仲間の能力値の中には、主人公の能力値から算出するものもある。
戦闘
サイコロ2個の出目 (DD) を判定に用いる。〈DD + スピード〉が敵のヒットポイント以上であれば攻撃が命中し、それぞれの武器に設定されたダメージを与えることができる。敵がアーマー（防具）を装備しているならその効果分だけダメージは減少する。その後、敵が同様の手順で攻撃してくる。敵の人数が多い場合は、それぞれ個別に攻撃してくる。
武器とアーマーの重量の合計がパワーより大きい場合、上回った数値分だけスピードを減らさなくてはならない。軽装で確実に攻撃を当てていくか、速度を犠牲にしても威力を重視するのかは読者の戦略しだいである。
所持品
身に着ける武器やアーマー、あるいは金貨のように小さなもの以外の品物は、パワーと同じ個数しか持ち運べない。フェロウ・トラベラーがいる場合、所持可能な物品の総数も増えることになる。仲間同士での物の受け渡しは自由にできる。
成長
敵を倒したり謎を解いたりすることで経験ポイントを獲得できる。逆に卑怯な振る舞いをすれば減少することもある。貯めた経験ポイントを消費することで主人公の能力は向上するが、能力値が高くなるほど成長に必要な経験ポイントも多くなる。
魔法
本作では冒険の中で呪文を習得することで魔法を使えるようになる。ただし行使に当たっては経験ポイントをサイコロ1個分 (D) 減らさなくてはならない。そのため、多用するとじゅうぶんな成長が行えない可能性がある。
変身
主人公は巨大な灰色狼へと変身する能力がある。ただし狼になるには月が見えていなければならない。変身可能な項目には番号の下に★が記されている。また、変身できるのは1巻につき3回までである。人間の姿に戻るには特に制限はない。
灰色狼となったときは、スピードが上昇し、敵のアーマーを無視してダメージを与えられる。この攻撃はアンデッド・モンスターにも有効である。武器やアーマーはたてがみになってしまうので使用できないが、その他の道具は首から提げた袋に入っているので適宜使うことができる。弱点は銀の武器による攻撃で、2倍のダメージを受ける。なお、狼の状態では言葉を話せなくなり、また体格も大きく膨れ上がるので、一部の選択肢を選ぶことができなくなる。
イベント発生管理
本作ではキーNo.（ナンバー）と呼ばれる数値の変動によってイベントの発生を管理している。文中の指示によってキーNo.を書き換え、後にまた別の指示によって数値を参照する、という手順を踏む。

## 世界観
1万年近く昔のこと、神々が二派に分かれて争うラグナレル（世界の終焉）が起こった。邪神は残らず滅び去ったが、わずかに生き残った善神もまた世界を統治する力を失い、地上の諸種族がそれぞれに勢力を競い合うようになった。
物語の舞台である大陸で見られる種族は、人間のほかに邪神の眷属ゴブリン（「邪神」と呼ばれるのは敗者が貶められたに過ぎず、ゴブリンも邪悪な者ばかりではない）、善神の眷属エルフ、太古の神々の末裔トロールがある。また、神々の亡骸から発生したアンデッド・モンスターは、銀の武器や特殊な魔物の牙以外では傷つかないうえに、五体をバラバラにしても1時間ほどで再生する不死の怪物である。
そして数こそ少ないが、人から獣へと変身することができるワー・アニマル（獣人）がいる。彼らは大地ガイアーが子宮であるヘルドア（地獄の戸）の穴から生み出した神々の後継者なのだが、ガイアー自身の力が衰えているために神というより魔物に近い存在となっている。それでも、ガイアー直接の子である第一世代「ファーストボーン」は、死してもしばらく経てばヘルドアから復活するという、アンデッドとは別種の不死性を備えている。

## ウルフヘッドの誕生
あらすじ
平和な小国サングールに、邪神バアル復活の生贄として100人の幼子を差し出すよう、魔王グリーディガットからの要求が届いた。国王は軍勢を率いて魔王の襲撃に備えたが、現れたのは空飛ぶ真っ赤な城「膏血城」だった。そしてその城から、コウモリのような翼を生やした巨大な眼球の怪物「アイボール」が現れて光線を放つと、王も兵士もみな石像に変わってしまった。
膏血城から降り立ったゴブリンによって抵抗するサングールの民は容赦なく殺戮され、生き残りは石に変えられた。美しいスミア姫だけは生きたまま捕らえられ、先に子供たちを乗せて飛び去った膏血城の後を追って護送された。
一方そのころ、ジュジュの森の向こうの底なしの穴ヘルドアから、新たな大地の子が生まれようとしていた……。
概要
前編。最初の18項目はオリエンテーションとなっており、読み進めながらゲームのルールを学んでいく形式となっている。

## ウルフヘッドの逆襲
あらすじ
スミアがさらわれた。ウルフヘッドたちは彼女と子供たちを救うため膏血城へと潜入するが、彼らの前に邪神バアルの4つのしもべが立ちはだかる。
概要
後編。たとえ魔王を倒しても、最後の謎が解けないと無事には脱出できない。

## プレイヤーキャラクター
ウルフヘッド
主人公。ガイアーが生み出した新たなファーストボーン。地上に生まれ出た直後にスミアと出逢い、彼女を守ろうとする。
劇中では彼のせりふは、人の姿をとっている場面のみ描写される。ルール上、3つの命を持っており、2度までなら殺されてもその場でゲームを再開できる。
スミア
ヒロイン。サングール国王カルルス3世の娘。祖国を魔王グリーディガットの手で滅ぼされた際、邪神バアルへの捧げものとして捕縛される。護送中に脱走してジュジュの森に逃げ込み、ウルフヘッドの誕生を目撃する。以後は彼と行動をともにするが、前編の最後で再びさらわれてしまう。
戦闘能力は低い。彼女が死亡した場合、ウルフヘッドの残りの命の数にかかわらずゲームオーバーとなる。
アクセル
「火竜のアクセル」の異名を持ち、口からラム酒をたいまつに吹き付け、火炎を巻き起こして戦う。魔王が掛けた金貨1万枚の褒賞につられてスミアを狙ったがウルフヘッドに敗北し、逆に雇われることで仲間になる。
ラム酒が切れると戦えなくなる。前後編にそれぞれ1か所ずつ酒の補充が可能な場所がある。
ルーイー
ロト村の村長の末の息子。村を襲うナメクジ怪物「スラッグ」の放つ電撃に対抗するため、電気よけの黒い油を全身に塗っている。スラッグ退治に協力すると仲間になる。
彼の持つ黒い油は、スラッグ以外の電気を放つ敵にもある程度有効である。
ブラウ
通称「どぶねずみのブラウ」。貴族の屋敷ばかり狙う泥棒だったが、盗みに入った先で捕まり、廃墟となった神殿に鎖でつながれていた。彼を解放することで仲間になる。
戦闘能力は低い（武器は毒針）が、鍵開けや聞き耳などで活躍する。前編の最後に大量の盗品を抱えてくるが、不正な手段で得た道具であるため使用すると経験ポイントが低下する。ブラウに捨てるよう言った場合、文句を言いつつも指示には従う。
ジャレス
サングール近衛の弩弓兵。怪物アイボールの魔力で軍勢が石になった後、蒼い月の光を浴びることでなぜか彼だけが再び動けるようになった。ただし体は石のままである。
所属部隊からわかるとおり射撃を得意とし、銀の剣も持つ。また、すでに石になった身であるため、それ以上アイボールの石化光線の効果を受けない。後編から始めた場合でも仲間に加わっている。
ベアード
魔道師ラーフ・アスラから金鉱のありかを聞き出すため、ホムンクルスの塔を登りきるという試練に挑戦する鉱山掘り。しかし力ばかりで知恵が足りないため失敗を重ねている。塔に近づくために必要な霧を見通せる「メロウの鱗」を譲ったうえで、ウルフヘッドが試練を突破した後に〈DD + ファシネーション〉の数値が一定以上だった場合、魔道師に諭されて仲間に加わる。
ウルフヘッド同様のファーストボーンであり、灰色熊に変身することができる。彼の変身に制限回数はないが、爪と牙はアーマーを無視できるものの、アンデッド・モンスターには効かない。
タイタニア
ホムンクルスの塔でウルフヘッドに助言をくれる青虫が、塔を登りきったときに羽化した妖精。名前は妖精族の王女からとってラーフ・アスラがつけた。身長は10センチメートルほど。外見はスミアと瓜二つだが、背中に半透明の羽が生えていて、一人称は「ぼく」。服は着ていない。
あまりに小柄なので、戦闘には参加しない。また食料も他の仲間が少し分ければ足りるので彼女の分は消費計算しなくて良い。膏血城へ行く術を持つ者達と会話できるフェロウは彼女だけである。後編から始めた場合でも仲間に加わっている。
ウータン
唯一後編で登場するフェロウ・トラベラー。身の丈4メートルほどの毛むくじゃらの怪獣であり、膏血城内で捕縛されてゴブリンたちにいじめられていた。救出することで仲間に加わる。人語は解するが、自分では話せない。名前は唸り声からタイタニアがつけた。彼の爪と牙は敵のアーマーを無視できるが、アンデッド・モンスターには効かない（つまり、戦力としては質的にベアードと同じ）。

## 書誌情報
いずれも、著 : 林友彦 / 絵 : 米田仁士 / 項目数 : 500 / 1989年
1. ウルフヘッドの誕生
ISBN 4-488-90403-3
2. ウルフヘッドの逆襲
ISBN 4-488-90404-1